# Grupo Industrial Hermes
Grupo Industrial Hermes es un conjunto de empresas mexicanas con actividades en los sectores industriales de infraestructura, energía, automotor, transporte y en el sector turístico.

## Historia
En 1952 se crea Grupo Transportes, empresa de transportación de productos petrolíferos. En 1976 se fusionó con la empresa Cerrey (productora de energía a vapor). El 28 de junio de 1978 ambas son agrupadas bajo la Sociedad Industrial Hermes por Carlos Hank González con el nombre Grupo Hermes.
En 1992 se crea la división Hermer (acrónimo integrado por los prefijos "Her", de Hermes y "Mer" de Mercedes), para la distribución de vehículos de la marca Mercedez Benz en México.
En 1997 inicia operaciones en el ramo de la construcción con las empresas la Nacional y La Peninsular, las cuales se unen para crear Grupo Hermes Infraestructura, y en 2006 ingresa al sector turístico con el desarrollo Playa Mujeres Resort en Cancún, Quintana Roo, México.